# Benz 11/40 PS
La Benz 11/40 PS era un'autovettura di fascia alta prodotta dal 1923 al 1925 dalla casa automobilistica tedesca Benz & Cie.

## Storia e caratteristiche
Questo modello, uno degli ultimi prodotti dalla Casa di Mannheim prima della sua fusione con la Daimler, andava a sostituire il precedente modello Benz 14/30 PS. La 11/40 PS era caratterizzata dal montare un propulsore di minor cubatura, a tutto vantaggio del peso fiscale, con in più la possibilità di disporre di un'unità di maggiori prestazioni, a testimonianza dei passi avanti compiuti dall'industria automobilistica negli anni venti del XX secolo.
Sebbene non fosse propriamente un'auto di lusso, la 11/40 PS rimaneva comunque un'auto non per tutti, tant'è vero che risultava relativamente cara per l'epoca, visto che il prezzo della vettura finita si aggirava intorno ai 18 000 marchi. Ma la 11/40 PS offriva anche alcune chicche per quanto riguardava la dotazione, fra cui la doppia ruota di scorta, che solo pochi altri modelli offrivano.
Di seguito sono evidenziate le caratteristiche tecniche della 11/40 PS:
Propulsore
- motore: 6 cilindri biblocco in linea;
- alesaggio e corsa: 72x117 mm;
- cilindrata: 2860 cm³;
- distribuzione: un albero a camme laterale;
- valvole: laterali, disposte ad L;
- rapporto di compressione: 4.75:1;
- alimentazione: un carburatore doppio corpo Zenith;
- accensione: batteria da 12 V;
- potenza massima: 40 CV a 2250 giri/min.

trasmissione
- tipo trasmissione: ad albero cardanico;
- trazione: posteriore;
- cambio: a 4 marce;
- frizione: a cono con guarnizione in cuoio.

Autotelaio
- telaio: in lamiera d'acciaio stampata;
- sospensioni: ad assale rigido con molle a balestra;
- freni: a ceppi sull'albero di trasmissione, dal 1925 anche con dispositivo meccanico agente sull'avantreno.

Prestazioni
- Velocità max: 80 km/h.

La 11/40 PS venne tolta di produzione alla fine del 1925: al suo posto non vi sarebbe stata una nuova Benz, bensì due Mercedes-Benz: in basso sarebbe arrivata la 8/38 PS, mentre in alto venne introdotta la Typ 300 W03, entrambe del 1926.